# Fédération des Villages-relais du Québec
Pour l’article homonyme, voir Village (homonymie).
 (juin 2017).
La Fédération des Villages-relais du Québec, fondée en 2009, est un organisme québécois ayant pour mission de promouvoir le concept de Village-relais et les initiatives des membres, d’assurer le suivi de la qualité des services offerts, de représenter l’ensemble des Villages-relais auprès du ministère des Transports et des organismes partenaires ainsi que de créer une dynamique de réseautage par des actions communes.
La Fédération est située à Danville, le premier Village-relais accrédité en 2006 dans le cadre du projet pilote du ministère des Transports.

## Les membres de la Fédération[3]
À ce jour, 41 municipalités ont la certification Village-relais et 37 d'entre eux sont membres de la Fédération.
| Région touristique    | Village-relais             | Membre de la Fédération |
| --------------------- | -------------------------- | ----------------------- |
| Abitibi-Témiscamingue | La Sarre                   | X                       |
| Abitibi-Témiscamingue | Témiscaming                | X                       |
| Baie-James            | Chapais                    | X                       |
| Baie-James            | Matagami                   |                         |
| Bas-Saint-Laurent     | Amqui                      | X                       |
| Bas-Saint-Laurent     | Dégelis                    | X                       |
| Bas-Saint-Laurent     | La Pocatière               | X                       |
| Bas-Saint-Laurent     | Mont-Joli                  |                         |
| Bas-Saint-Laurent     | Pohénégamook               | X                       |
| Cantons-de-l'Est      | Coaticook                  | X                       |
| Cantons-de-l'Est      | Danville                   | X                       |
| Cantons-de-l'Est      | Stanstead                  | X                       |
| Cantons-de-l'Est      | Stornoway                  | X                       |
| Cantons-de-l'Est      | Weedon                     | X                       |
| Centre-du-Québec      | Nicolet                    | X                       |
| Charlevoix            | Baie-Saint-Paul            | X                       |
| Charlevoix            | Saint-Siméon               | X                       |
| Chaudière-Appalaches  | La Guadeloupe              | X                       |
| Côte-Nord Duplessis   | Rivière-au-Tonnerre        | X                       |
| Côte-Nord Manicouagan | Forestville                | X                       |
| Côte-Nord Manicouagan | Les Escoumins              | X                       |
| Côte-Nord Manicouagan | Sacré-Cœur                 | X                       |
| Gaspésie              | Cap-Chat                   | X                       |
| Gaspésie              | Chandler                   | X                       |
| Gaspésie              | Murdochville               |                         |
| Gaspésie              | New Richmond               | X                       |
| Gaspésie              | Paspébiac                  | X                       |
| Gaspésie              | Pointe-à-la-Croix          | X                       |
| Gaspésie              | Rivière-au-Renard          |                         |
| Gaspésie              | Saint-Maxime-du-Mont-Louis | X                       |
| Lanaudière            | Berthierville              |                         |
| Laurentides           | Labelle                    | X                       |
| Mauricie              | Yamachiche                 | X                       |
| Montérégie            | Acton Vale                 | X                       |
| Outaouais             | Maniwaki                   | X                       |
| Outaouais             | Montebello                 | X                       |
| Québec                | Deschambault-Grondines     | X                       |
| Saguenay-Lac-St-Jean  | Hébertville                | X                       |
| Saguenay-Lac-St-Jean  | L'Anse-Saint-Jean          | X                       |
| Saguenay-Lac-St-Jean  | Lac-Bouchette              | X                       |
| Saguenay-Lac-St-Jean  | La Doré                    | X                       |
| Saguenay-Lac-St-Jean  | Saint-Fulgence             | X                       |

## La mission
La Fédération a pour mission de :
- Représenter l’ensemble des Villages-relais auprès du ministère des Transports ;
- Être maître d’œuvre du Programme de reconnaissance des Villages-relais ;
- Être reconnue comme le principal interlocuteur des Villages-relais du Québec par les différents ministères et organismes agissant dans les domaines connexes ;
- Faire la promotion des Villages-relais par une stratégie marketing complémentaire à celle du ministère des Transports ;
- Promouvoir le concept de « Village-relais » et les initiatives des membres ;
- Représenter et promouvoir les intérêts collectifs des Villages-relais du Québec dans une perspective de développement durable
- Assurer le suivi de la qualité des services offerts et de leur amélioration ;
- Créer une dynamique réseau par des actions communes.